# سنايبر: غوست واريور 2
سنايبر: غوست واريور 2 (بالأنجليزية: Sniper: Ghost Warrior 2) هي لعبة فيديو إطلاق تصويب تكتيكي تم تطويرها ونشرها بواسطة سي آي غيمز لـ مايكروسوفت ويندوز وبلاي ستيشن 3 وإكس بوكس 360.

## طريقة اللعب
سنايبر: غوست واريور 2 هي لعبة إطلاق نار تكتيكية تستخدم تقنيات التخفي والاغتيالات اليدوية وأساليب القنص الفخرية. تتميز طريقة اللعب بفيزياء الرصاص الواقعية التي تأخذ في الاعتبار المسافة والرياح وسقوط الرصاصة عند قنص الأهداف.

## القصة
تبدأ اللعبة بسيطرة اللاعب على كابتن مشاة البحرية الأمريكية كول أندرسون، في الفلبين، حيث يعمل مع عميل وكالة المخابرات المركزية الأمريكية دياز، ليشقا طريقهما لموقع رادار روسي قديم، ولتدميره أثناء تجمع بعض المرتزقة هناك للتوسط في صفقة من أجل سلاح بيولوجي. بينما يعمل دياز على تدميرها، سمع أحاديث إذاعية للعدو حول القبض على جاسوس يعمل لصالح PSC من قبل المرتزقة. فيأمر دياز فريقًا بإنقاذ العميل (ميرينوف) بينما يشق أندرسون طريقه لتوفير تغطية النيران من كهف يطل على المنتجع، حيث يتم احتجاز العميل ومن المقرر عقد الصفقة المفترضة هناك. أنقذوا العميل، ومع ذلك، أثناء مراقبة الصفقة، يتعرض الفريق بأكمله لكمين من قبل قناص العدو باستثناء أندرسون، ومنهم من يُقتل أو يؤسر. يتوجه أندرسون إلى قرية لاعتراض نقل السلاح الحيوي وكذلك زملائه المأسورين. تمكن من العثور على دياز وجوميز، وهما على وشك الإعدام، وعندما يقتل الحراس جوميز، يتدخل أندرسون لإنقاذ دياز. ومع ذلك، يفقد السلاح الحيوي. يرتبط دياز بأندرسون، أثناء هروبه من المرتزقة المطاردين. بعد الهروب بنجاح من ملاحقيهم، قال دياز، «إنها سراييفو من جديد».
تم إرسال أندرسون إلى العميد لعصيانه الأوامر المباشرة (إنقاذ زملائه في الفريق بدلاً من تأمين سلاح الدمار الشامل للعميل الحيوي الذي كان الهدف الأساسي). يتذكر الأحداث التي وقعت في سراييفو، 1993، حيث تم تكليفه هو ومراقبه كارل مادوكس بالتقاط صور للإبادة الجماعية من قبل القوات الصربية بقيادة ماركو فلاديتش خلال الحرب البوسنية. يلتقيان باتصال روسي مع ميرينوف داخل المدينة. بعد تأمين نقطة إستراتيجية والتقاط صور الإبادة الجماعية، يفقد مادوكس أعصابه وهو غير قادر على مشاهدة الفظائع، ويعارض الأوامر بقتل فلاديتش. يتبعه أندرسون على مضض. يريهم ميرينوف مبنى منهار يطل على موقع فلاديتش، ويغادر للعثور على وسيلة لنقل لمادوكس وأندرسون بينما نصبوا كمينًا للقائد الصربي. أطلق أندرسون النار على فلاديتش وركضوا إلى نقطة الخروج. هناك يخونهم ميرينوف ويتبع القوات الصربية. ويتم أسرهم، فيهرب أندرسون لمنع ميرينوف من اتهام القوات الأمريكية بالإبادة الجماعية. اكتشف أندرسون من الأمر أن مادوكس هو في الواقع خائن يعمل مع ميرينوف، الذي تلاعب به لقتل فلاديتش تاركًا قواته حرة للمشاركة في تشغيل السلاح. أُمر بقتل مادوكس بدلاً من ميرينوف. أندرسون يطلق النار على مادوكس داخل سيارة جيب متحركة ويحتفظ بغلاف الرصاصة التي أطلق بها النار على مادوكس.
بالعودة إلى السجن ، يزور دياز أندرسون، ويخبره أنه قد سعى للحصول على خدماته، للعودة إلى العمل معه، لأنهم يحتاجون إليه لقتل ميرينوف الذي هو على استعداد لبيع السلاح الحيوي لأمراء الحرب الجهاديون في كشمير، والتي يمكن أن تؤدي تداعياتها إلى نشوب حرب بين باكستان والهند وتحقيق الربح من عملية تشغيل سلاح ميرينوف. يتوجه دياز وأندرسون إلى التبت لاغتيال ميرينوف واستعادة أسلحة الدمار الشامل. في طريقهم إلى موقع الصفقة يتعرضون لحادث ويفقدون معداتهم. بعد استعادة معداتهم والهروب من تجويف منهار ، وصلوا أخيرًا إلى العش المطل على موقع الكمين. أثناء هدفه لإطلاق النار على ميرينوف، رأى أندرسون مادوكس، على ما يبدو فأنه نجا من العملية السابقة. يلاحظهم مادوكس، وينبه قوات المرتزقة الخاصة إلى الكمين. أطلق أندرسون النار على ميرينوف وقتله من خلال زجاج المروحية ، مما تسبب في تحطمها. لكن مادوكس ينجو ويؤمّن السلاح البيولوجي ويسخر من أندرسون. يلاحق دياز وأندرسون مادوكس، الأمر الذي أدى في النهاية إلى مبارزة قنص بينهما. أخيرًا ، أطلق أندرسون النار على مادوكس وقتله ، وحصل على السلاح البيولوجي. سأله دياز عما إذا كان لديه أي شخص ينتظره في المنزل فأجابه أندرسون قائلاً «بندقيتي هي أفضل أصدقائي، إنها حياتي» ويسقط القذيفة التي احتفظ بها لمدة 20 عامًا.

## الإصدار
تم تحديد موعد الإصدار الأولي في أغسطس 2012 لكن يورو غيمر كشف أن اللعبة قد تم تأجيلها إلى أكتوبر، والتي تم تأجيلها مرة أخرى إلى يناير 2013 . ثم مرة أخرى إلى 12 مارس 2013.

### محتوى قابل للتنزيل
ضربة سيبيريا ، تعتبر الأحداث في هذا المحتوى القابل للتنزيل (DLC) بمثابة مقدمة للأحداث في اللعبة الأصلية. يفترض اللاعب مرة أخرى دور كول أندرسون الذي تم إدراجه بعمق خلف خطوط العدو في سيبيريا ، لتحديد موقع أي معلومات وتأمينها ، وإذا أمكن ، استخراج جاسوس من وكالة المخابرات المركزية تم زرعه للعمل في قاعدة أبحاث روسية سرية للغاية في التطوير المحتمل لأسلحة الدمار الشامل البيولوجية / الكيميائية. بسبب الطبيعة المتقلبة للمهمة وبسبب حقيقة أنها عملية سوداء ، لا يتوفر للاعب أي دعم تكتيكي ، لذا فإن جميع قراراته تكون وفقًا لتقديره الخاص.

## الاستقبال
| استقبال |                                     |
| --- | ----------------------------------- |
| مجموع النقاط المجموع نقاط ميتاكريتيك PC: 52/100 [ 6 ] PS3: 52/100 [ 7 ] X360: 52/100 [ 8 ] نتائج المراجعة نشرة نقاط دستركتويد 3/10 [ 9 ] إلكترونك غيمينغ مونثلي 4/10 [ 10 ] يورو غيمر 6/10 [ 11 ] غيم إنفورمر 5/10 [ 12 ] غيم سبوت 7/10 [ 13 ] غيمز رادار [ 14 ] آي جي إن 5/10 [ 15 ] بي سي غيمر (الولايات المتحدة) 49/100 [ 16 ] بوليغون 5/10 [ 17 ] فيديو غيمر.كوم 3/10 [ 18 ] |                                     |
| مجموع النقاط |                                     |
| المجموع | نقاط                                |
| ميتاكريتيك | PC: 52/100 PS3: 52/100 X360: 52/100 |
| نتائج المراجعة |                                     |
| نشرة | نقاط                                |
| دستركتويد | 3/10                                |
| إلكترونك غيمينغ مونثلي | 4/10                                |
| يورو غيمر | 6/10                                |
| غيم إنفورمر | 5/10                                |
| غيم سبوت | 7/10                                |
| غيمز رادار | [ 14 ]                              |
| آي جي إن | 5/10                                |
| بي سي غيمر (الولايات المتحدة) | 49/100                              |
| بوليغون | 5/10                                |
| فيديو غيمر.كوم | 3/10                                |

تلقت سنايبر: غوست واريور 2 تقييمات «مختلطة أو متوسطة» ، وفقًا لمجمع المراجعات ميتاكريتيك .
كتب مراجع Gameplanet أن اللعبة ليست خطية مثل ألعاب الرماية الحديثة الأخرى (أي في وقت اللعبة)، ويطلق عليها «بسهولة أعظم قوة».
يشيد موقع غيم سبوت  بالسيناريو والتمثيل والرسومات والصوت: «يمنح النص المكتوب جيدًا وحسن التمثيل للعبة طابعًا رائعًا من أفلام الحركة ، كما هو الحال مع الرسوم المرئية ذات المظهر الأصيل والرسوم المتحركة التي يدعمها كراي إنجن 3. تقوم المؤثرات الصوتية الممتازة بعمل رائع في جذبك. يتم التعامل بشكل جيد للغاية مع ضوضاء الأسلحة ، وصراخ أصوات العدو ، ونيران الأسلحة البعيدة في سراييفو التي مزقتها الحرب ، وأصوات مختلفة في الغلاف الجوي مثل همهمة الخلفية للغابة الفلبينية ، وتعزز الانتباه بينما تقوم بحذر للقنص.»